# La condition humaine
La condition humaine (Het lot van het mensdom) is de titel van twee schilderijen van de Belgische surrealistische schilder René Magritte uit resp. 1933 en 1935. Het eerste schilderij bevindt zich momenteel in de National Gallery of Art in Washington D.C., het andere maakt deel uit van de Collectie Simon Spierer in Genève, Zwitserland.
Beide werken tonen een geliefd thema van de schilder, dat van het 'schilderij in een schilderij'. In het werk uit 1933 wordt dat gecombineerd met een ander terugkerend element in Magrittes oeuvre, dat van het uitzicht uit een raam. De titel is mogelijk geïnspireerd door het gelijknamige boek van André Malraux, dat in 1933 de Prix Goncourt won.
Het eerste werk toont een schildersezel voor een raam met gordijnen. Op de ezel staat een oningelijst schilderij dat een exacte kopie lijkt te tonen van het landschap dat zich kennelijk achter het schilderij bevindt, al kan de beschouwer van het werk daar niet zeker van zijn. Het landschap, of de representatie daarvan, bevindt zich tegelijkertijd binnen en buiten de kamer. Het verbergen van bepaalde elementen van een persoon of object is een kenmerk dat terugkeert in veel van Magrittes werken en versterkt een gevoel van mysterie of zelfs vervreemding bij de kijker.
Het schilderij uit 1935 lijkt een stap verder te gaan. Ook hier een schildersezel met een niet-ingelijst schilderij dat een representatie lijkt te geven van het erachter liggende zeegezicht. Een deel hiervan is echter voor de ondoorzichtige muur weergegeven, wat de vraag oproept of het hier daadwerkelijk gaat om een natuurgetrouwe weergave van de 'werkelijkheid'.
Magritte schiep diverse andere werken met het 'schilderij in schilderij'-motief. In combinatie met een uitzicht uit een raam komt het ook voor in het werk L'appel des cimes (De roep der toppen) uit 1942.